# Dymasius ysmaeli
Dymasius ysmaeli es una especie de escarabajo del género Dymasius, familia Cerambycidae. Fue descrita científicamente por Hüdepohl en 1990.
Habita en Filipinas. Los machos y las hembras miden aproximadamente 11 mm.